# Gilles Deschamps
Gilles Deschamps (Rouen, 1350 circa – Rouen, 15 marzo 1414) è stato uno pseudocardinale francese.

## Biografia
Nacque a Rouen intorno al 1350.
L'antipapa Giovanni XXIII lo elevò al rango di cardinale nel concistoro del 6 giugno 1411.
Morì il 15 marzo 1414 a Rouen.